# Маврц
Маврц (словен. Mavrc) — поселення в общині Костел, регіон Південно-Східна Словенія, Словенія. Висота над рівнем моря: 249,9 м.